# Kochertalbrücke
De Kochertalbrücke (Nederlands: Kocherdalbrug) is een brug bij het dorp Geislingen am Kocher in de gemeente Braunsbach. De brug is de hoogste dalbrug van Duitsland met een maximale hoogte van 185 meter. De 178 meter hoge brugpijler is de hoogste van alle balkbruggen in de wereld. 
De brug ligt op de route van Heilbronn naar Neurenberg en leidt de A6 over het dal van de rivier Kocher. 
De brug die gebouwd is tussen 1976 en 1979 heeft een totale lengte van 1.128 meter. De totale breedte van de brug bedraagt 31 meter. De totale bouwkosten van de brug bedroegen ongeveer DM 70.200.000,-- (nu ongeveer € 80,8 miljoen).

## Trivia
- In Geislingen am Kocher is een bruggenmuseum gevestigd waar ook veel informatie over deze brug te vinden is.
- Onder de brug ligt de L1045.